# 애플 A10
애플 A10(Apple A10 Fusion)은 애플이 설계한 64비트 시스템 온 칩(SoC)이다.  아이폰 7와 아이폰 7 플러스에는 TSMC 16나노 공정으로 제조된 A10 Fusion 프로세서가 탑재되었다. 듀얼 클러스터로 설계되어 있다. 부하량이 적을땐 저성능 클러스터, 높을땐 고성능 클러스터를 사용한다. 2+2로 쿼드코어로 구성된다.

## 채용 제품
- 애플 아이폰 7 - 2016년 9월
- 애플 아이폰 7 플러스 - 2016년 9월
- 애플 아이패드 6세대 - 2018년 3월
- 애플 아이팟 터치 7세대 - 2019년 5월
- 애플 아이패드 7세대

## 같이 보기
- 애플 실리콘